# Andreu Julià
Andreu Julià (Tortosa -València, 1381) és un arquitecte autor de diversos monuments gòtics a Tortosa i València.
Andreu Julià apareix en els documents per primera vegada com a mestre d'obres de la seu de València, on probablement s'encarregà de la construcció de l'Aula Capitular —actual capella del Sant Calze— entre 1356 i 1369. Després de fer alguns treballs com a mestre major de la seu de Tortosa (1376-78), entre 1380 i 1381 projectà la torre campanar de la seu de València o Micalet, que és el treball que més fama li ha atorgat. A més, era expert en l'art d'anivellar les aigües, com ara en els seus treballs per a la séquia de Favara a l'Horta de València.
|  |  |